# كأس الوحي
كأس الوحي هي بطولة دولية لكرة القدم ينظمها الاتحاد المكسيكي لكرة القدم (FMF) للمنتخبات الوطنية للرجال تحت 20 سنة. أقيمت البطولة الافتتاحية في نوفمبر 2021م في ولاية غواناخواتو في المكسيك.

## أماكن استضافة البطولة
| السنة | الملعب                   | المدينة | الولاية    | الدولة  |
| ----- | ------------------------ | ------- | ---------- | ------- |
| 2021  | ملعب ميغيل أليمان فالديس | سيلايا  | غواناخواتو | المكسيك |

## الصيغة
تم الإعلان عن أربعة فرق تحت 20 سنة - المكسيك والولايات المتحدة والبرازيل وكولومبيا - كفرق مشاركة في النسخة الافتتاحية من البطولة في عام 2021م. لعبت الفرق المشاركة ضد بعضها البعض على شكل جولة روبن بما مجموعه 3 مباريات لكل فريق. تم إعلان الفائز وهو لفريق الحاصل على أكبر عدد من النقاط.
قواعد كسر التعادل:
- فرق الأهداف الأكبر
- تسجيل عدد أكبر من الأهداف
- أكبر عدد من النقاط بين الفرق المتعادلة

## البطولات
جميع اوقات المباريات حسب التوقيت المركزي القياسي (UTC – 6).

### كأس الوحي 2021

#### ترتيب الفرق
| المركز | المنتخب          | لعب | فاز | تعادل | خسر | أهداف له | اهداف عليه | فرق الأهداف | النقاط |
| ------ | ---------------- | --- | --- | ----- | --- | -------- | ---------- | ----------- | ------ |
| 1      | المكسيك          | 3   | 2   | 1     | 0   | 4        | 2          | +2          | 7      |
| 2      | البرازيل         | 3   | 2   | 0     | 1   | 8        | 4          | +4          | 6      |
| 3      | كولومبيا         | 3   | 0   | 2     | 1   | 3        | 4          | −1          | 2      |
| 4      | الولايات المتحدة | 3   | 0   | 1     | 2   | 2        | 7          | −5          | 1      |

#### نتائج المباريات
| 10 نوفمبر 2021 | الولايات المتحدة | 0–4 | البرازيل | ملعب ميغيل أليمان فالديس، سيلايا، غواناخواتو |

| 10 نوفمبر 2021 | المكسيك | 0–0 | كولومبيا | ملعب ميغيل أليمان فالديس، سيلايا، غواناخواتو |

| 13 نوفمبر 2021 | كولومبيا | 1–1 | الولايات المتحدة | ملعب ميغيل أليمان فالديس، سيلايا، غواناخواتو |

| 13 نوفمبر 2021 | المكسيك | 2–1 | البرازيل | ملعب ميغيل أليمان فالديس، سيلايا، غواناخواتو |

| 16 نوفمبر 2021 | المكسيك | 2–1 | الولايات المتحدة | ملعب ميغيل أليمان فالديس، سيلايا، غواناخواتو |

| 16 نوفمبر 2021 | كولومبيا | 2–3 | البرازيل | ملعب ميغيل أليمان فالديس، سيلايا، غواناخواتو |